# Иллюзия Дельбёфа

Два круга совершенно одинаковы по размерам, однако левый круг имеет большее расстояние между кругом и кольцом, и кажется, что левый круг меньше

Иллюзия Дельбёфа — оптическая иллюзия восприятия относительных размеров. Иллюзия была названа в честь бельгийского философа, математика, экспериментального психолога Жозефа Реми Леопольда Дельбёфа (1831—1896), который открыл данный феномен в 1887—1888 годах.
Самая известная версия этой иллюзии состоит в том, что два круга одинакового размера размещены рядом друг с другом, и один из кругов окружен кольцом. При этом круг, окруженный кольцом, кажется больше круга без кольца. Возможен вариант с двумя кольцами, тогда размеры кругов зависят от расстояния между кругом и кольцом. В настоящее время считается, что иллюзия Дельбёфа и иллюзия Эббингауза имеют одинаковую природу, и последняя является разновидностью первой.